# 阿替韋單抗/馬菲替馬單抗/奧德西維馬單抗
阿替韋單抗/馬菲替馬單抗/奧德西維馬單抗（INN:atoltivimab/maftivimab/odesivimab)，以商品名稱Inmazeb於市面上銷售，是三種單株抗體組合成的複方藥，用於治療薩伊伊波拉病毒（伊波拉出血熱）的感染。此藥物包含的三種成分為 - 阿替韋單抗、馬菲替馬單抗和奧德西維馬單抗，由美國製藥公司再生元製藥開發而成。給藥的方式為靜脈注射。
使用後最常見的副作用有發燒、發冷、心跳過速、呼吸急促和嘔吐，然而這些也是感染伊波拉出血熱的常見症狀。
此複方藥由美國食品藥物管理局（FDA）於2020年10月核准，是FDA首個批准用於治療薩伊伊波拉病毒感染的藥物。FDA將其認定為一種首創藥物（一種原型藥物，使用"新穎獨特的作用機制"來治療特定的醫療狀況。FDA藥物評估與研究中心會對此種認定藥物進行追蹤，並每年發佈報告）。.它已列入世界衛生組織基本藥物標準清單之中。

## 醫療用途
此藥物適用於治療由薩伊伊波拉病毒引起的感染。

## 特定群體

### 懷孕
薩伊伊波拉病毒感染對母嬰均有生命威脅，懷孕期間不應延誤治療。大多數此類懷孕會導致母體死亡，並伴有流產、死產或新生兒死亡。

### 母乳哺育
美國疾病管制與預防中心(CDC）建議確診感染薩伊伊波拉病毒的患者不要母乳哺育嬰兒，以降低產後傳播疾病的風險。

## 禁忌症
目前尚無使用阿替韋單抗/馬菲替馬單抗/奧德西維馬單抗治療的禁忌症報告。

## 藥理學

### 作用機制

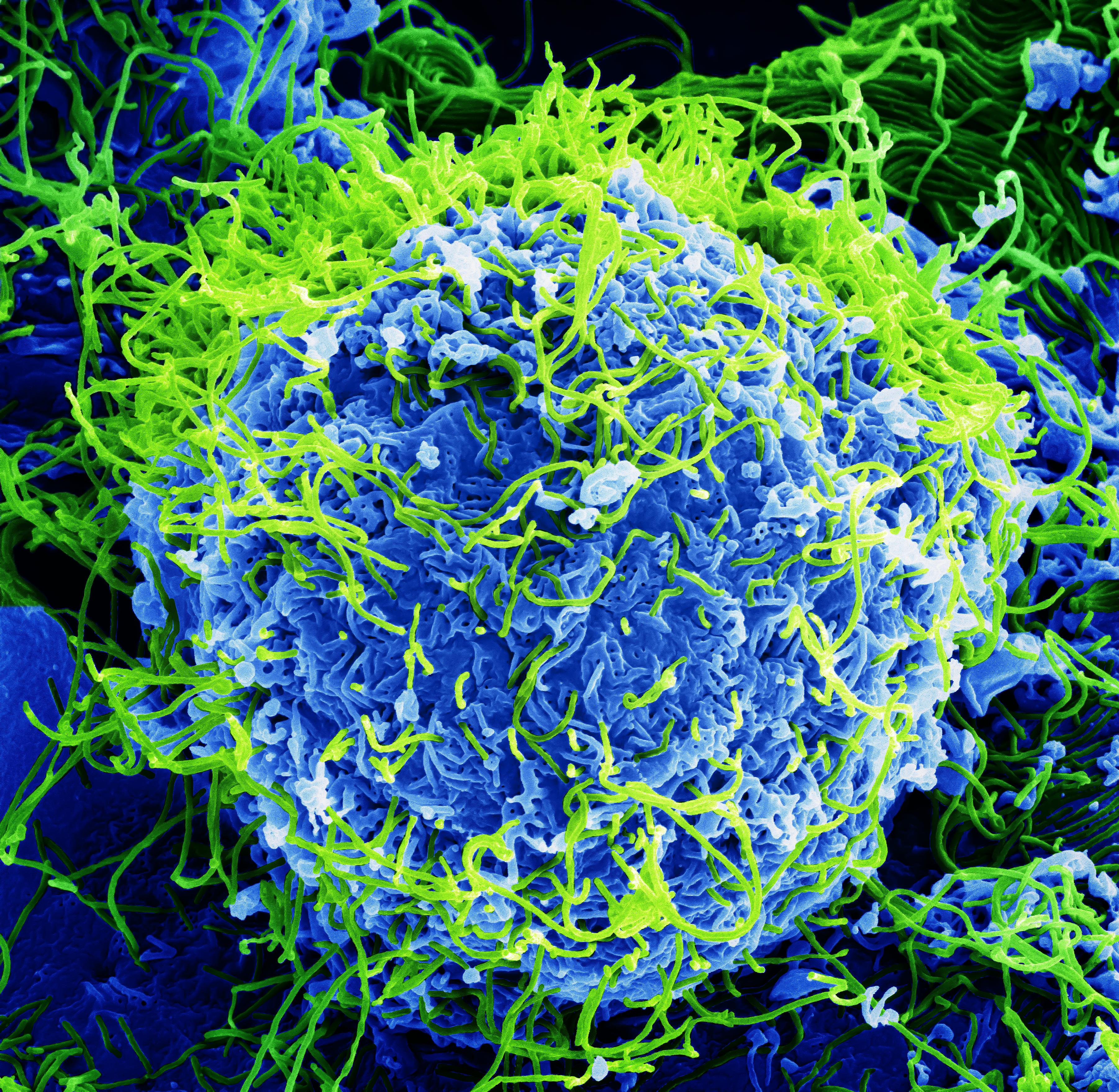
經染色之伊波拉病毒顆粒掃描電子顯微鏡影像（病毒呈綠色）。

此複方藥是薩伊伊波拉病毒醣蛋白導向的人類單株抗體組合。三種抗體針對伊波拉病毒表面的醣蛋白發生作用。病毒醣蛋白通常透過受體而附著在人體細胞上，並經由融合病毒和宿主細胞膜，讓病毒得以進入細胞。抗體可在三個不同的位置同時與病毒醣蛋白結合，而阻止病毒的附著和進入。
這種複方藥針對的是薩伊伊波拉病毒種。但對也引起疫情爆發的蘇丹菌株和本迪布焦菌株則不太可能發生治療作用。

## 歷史

### 早期開發
發生於2014年的伊波拉出血熱疫情爆發，造成11,300多人死亡。 再生元製藥使用其VelociGene、VelociImmune和VelociMab抗體的發現和生產技術，並與美國政府生物醫學先進研究與發展局 (BARDA) 協調，最終在6個月內將藥物開發完成，並於2015年完成針對健康人體的I期試驗。

### 於剛果的PALM實驗計畫
剛果民主共和國公共衛生部於2018年剛果赤道省伊波拉出血熱爆發期間請求使用名為安舒韋單抗的藥物進行治療患者，以控制疫情。 根據世界衛生組織(WHO)監測緊急使用未註冊及仍在研究中的干預措施（MEURI）倫理規範和剛果民主共和國倫理委員會的批准，安舒韋單抗得以作為擴展性使用（或稱人道使用）。 安舒韋單抗與其他治療藥物一起被送往疫情爆發地點。然而疫情在能進行任何治療之前即已結束。
剛果民主共和國赤道省疫情結束約一個月後，其基伍地區又爆發一次顯著的疫情（2018年—2020年剛果基伍伊波拉出血熱疫情）。 安舒韋單抗再次獲得WHO MEURI倫理規範和剛果民主共和國倫理委員會的批准，提供給許多患者試用。於2018年11月，名為Pamoja Tulinde Maisha（PALM）計畫（史瓦希利語 [攜手拯救生命]之義）在多個治療單位進行開放標籤隨機臨床對照試驗，測試安舒韋單抗、 阿替韋單抗/馬菲替馬單抗/奧德西維馬單抗(又稱REGN-EB3，由再生元製藥公司開發) 、瑞德西韋和ZMapp的療效。雖然在武裝衝突地區進行臨床試驗存在困難，但相關單位仍招募到681名患者，距離目標人數725名僅差44人。 數據安全和監控委員會（Data Safety and Monitoring Board, DSMB) 對前499名患者的期中分析，發現安舒韋單抗和REGN-EB3的療效優於瑞德西韋和ZMapp的。
使用ZMapp和瑞德西韋組的整體死亡率分別為49%和53%，而使用安舒韋單抗和REGN-EB3組的整體死亡率分別為34%和29%。在疾病症狀出現早期送來的患者中，使用安舒韋單抗的存活率為89%，使用REGN-EB3的存活率為94%。雖然這項研究未具備足夠的統計效力以確定REGN-EB3和安舒韋單抗之間是否存在顯著差異，但這兩種藥物與ZMapp和瑞德西韋相比，存活率有顯著提升。DSMB因此停止研究，PALM研究人員將瑞德西韋和ZMapp撤下。所有選擇參加試驗的患者改為僅接受安舒韋單抗或是REGN-EB3治療。
於2019年8月，剛果公共衛生當局、WHO和美國國家衛生院同時推廣使用安舒韋單抗與阿替韋單抗/馬菲替馬單抗/奧德西維馬單抗 ，取代其他導致更高死亡率的治療法。這一決定是在疫情爆發期間將臨床試驗停止後做出。
2018年－2020年剛果基伍伊波拉出血熱疫情是截至2020年1月的第二大疫情爆發，確診或疑似病例超過3,400例，其中死亡人數超過2,200例。

### 監管狀況
FDA於2020年10月批准阿替韋單抗/馬菲替馬單抗/奧德西維馬單抗（商品名Inmazeb，原稱REGN-EB3），適應症為治療薩伊伊波拉病毒引發的感染。同時也給予其首創藥物認定及孤兒藥的資格認定。 
此藥物也已取得歐洲藥品管理局的孤兒藥資格認定。

## 延伸閱讀
- Mulangu S, Dodd LE, Davey RT, Tshiani Mbaya O, Proschan M, Mukadi D, Lusakibanza Manzo M, Nzolo D, Tshomba Oloma A, Ibanda A, Ali R, Coulibaly S, Levine AC, Grais R, Diaz J, Lane HC, Muyembe-Tamfum JJ, Sivahera B, Camara M, Kojan R, Walker R, Dighero-Kemp B, Cao H, Mukumbayi P, Mbala-Kingebeni P, Ahuka S, Albert S, Bonnett T, Crozier I, Duvenhage M, Proffitt C, Teitelbaum M, Moench T, Aboulhab J, Barrett K, Cahill K, Cone K, Eckes R, Hensley L, Herpin B, Higgs E, Ledgerwood J, Pierson J, Smolskis M, Sow Y, Tierney J, Sivapalasingam S, Holman W, Gettinger N, Vallée D, Nordwall J. . The New England Journal of Medicine. December 2019, 381 (24): 2293–2303. PMC 10680050 . PMID 31774950. doi:10.1056/NEJMoa1910993 .
- Sivapalasingam S, Kamal M, Slim R, Hosain R, Shao W, Stoltz R, Yen J, Pologe LG, Cao Y, Partridge M, Sumner G, Lipsich L. . The Lancet. Infectious Diseases. August 2018, 18 (8): 884–893. PMID 29929783. S2CID 49345203. doi:10.1016/S1473-3099(18)30397-9.

## 外部連結
- Clinical trial number NCT03719586 for "Investigational Therapeutics for the Treatment of People With Ebola Virus Disease" at ClinicalTrials.gov
- . Regeneron Pharmaceuticals.   [2024-12-07]. （原始内容存档于2019-09-18）.